# Glenea gahani
Glenea gahani é uma espécie de escaravelho da família Cerambycidae. Foi descrito por Karl Jordânia em 1894.